# Carlo Felice Trossi
Carlo Felice Trossi, född 27 april 1908 i Biella, död 9 maj 1949 i Milano, var en italiensk racerförare.

## Racingkarriär
Trossi blev europamästare i backe 1933. I mitten av 1930-talet var han med och konstruerade den okonventionella Monaco-Trossi-tävlingsbilen med stjärnmotor. Trossi vann flera grand prix-lopp efter andra världskriget, innan han drabbades av en hjärntumör och avled.

## Källor

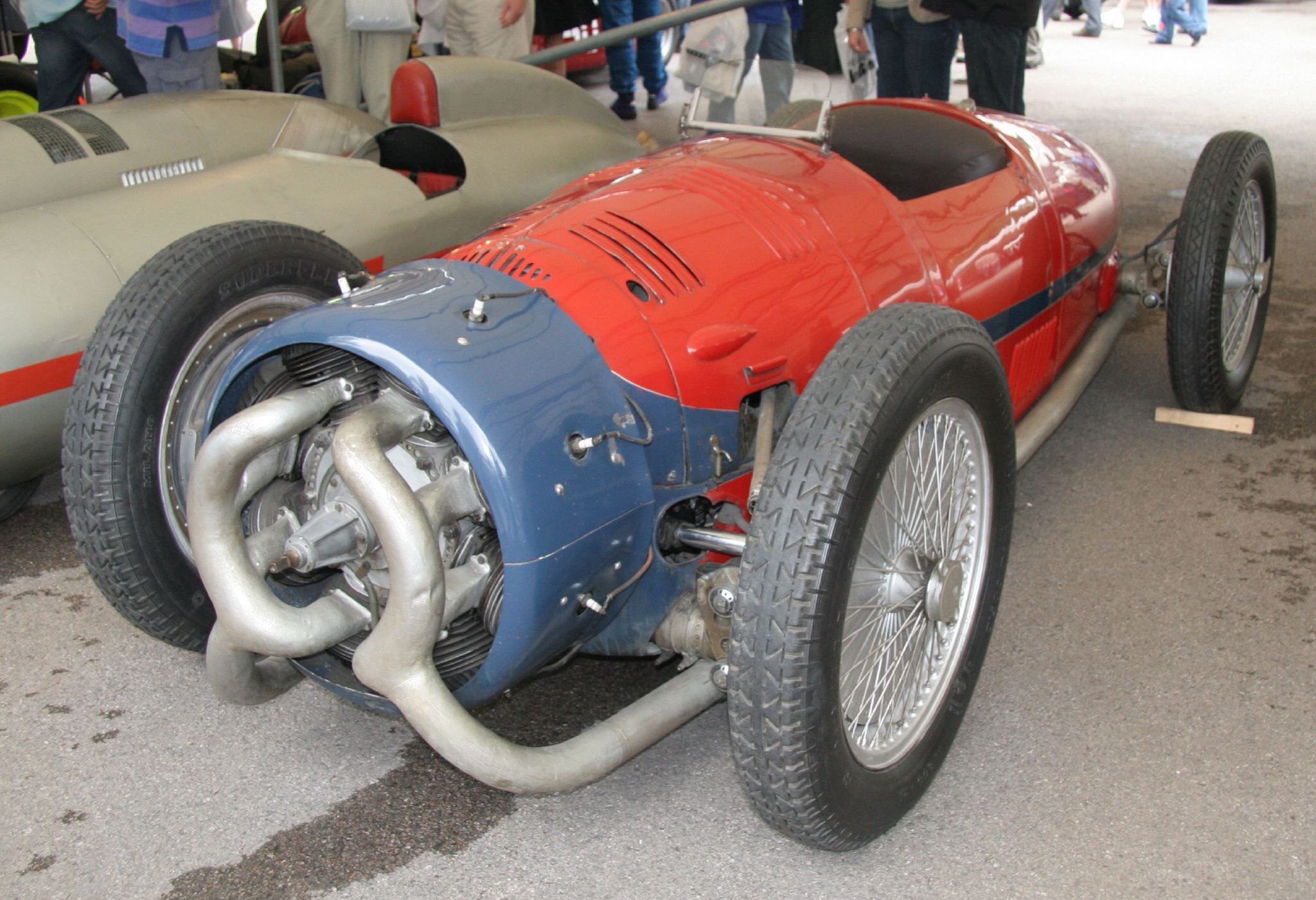
Monaco-Trossi grand prix-bil från 1935.